# A Lover's Oath
Pour plus de détails, voir Fiche technique et Distribution.
A Lover's Oath est un film américain réalisé par Ferdinand P. Earle, sorti en 1925.

## Fiche technique
- Titre : A Lover's Oath
- Réalisation : Ferdinand P. Earle
- Scénario : Milton Sills d'après Rubaiyat de Omar Khayyam
- Photographie : Georges Benoît
- Montage : Milton Sills
- Pays de production : États-Unis
- Format : Noir et blanc - 1,33:1 - Film muet
- Genre : fantasy
- Date de sortie : 1925

## Distribution
- Ramón Novarro : Ben Ali
- Kathleen Key : Sherin
- Edwin Stevens : Hassan Ben Sabbath
- Frederick Warde : Omar Khayyam
- Hedwiga Reicher : la femme de Hassan
- Snitz Edwards : le servant d'Omar
- Charles A. Post : Commandeur des croyants
- Arthur Edmund Carewe : Prince Yussuf
- Paul Weigel : Sheik Rustum
- Philippe De Lacy (en)